# Domenico Volpati
Domenico Volpati (Novara, 19 agosto 1951) è un ex calciatore italiano, di ruolo centrocampista.

## Biografia
Fratello minore di Umberto Volpati, anch'egli calciatore.
Laureato in medicina (il suo soprannome in campo era “Dottore”), ha esercitato a Termeno l'attività di odontoiatra fino al 2019.
Vive in Val di Fiemme, luogo di provenienza della moglie Daniela, conosciuta durante il ritiro del Verona di Bagnoli a Cavalese (TN). Ha due figlie, Francesca ed Anna.
Nel 2021, di fronte alla crescente necessità di medici vaccinatori a causa della pandemia in corso, ha scelto volontariamente di dedicarsi al servizio presso il centro vaccinale sul Lago di Tesero.

## Carriera
Mediano difensivo ma molto duttile tatticamente, cresce nella Voluntas Novara, esordendo poi nel mondo del calcio nel 1968 con il Borgomanero, squadra dilettantistica nella quale gioca 3 partite nella prima stagione e 21 (con 2 reti) nella seconda. Dal 1970 al 1975 è alla Solbiatese, in Serie C, mentre fino al 1979 compie una lunga trafila nella serie cadetta tra Reggiana, Como e Monza.
Dopo tre annate positive (due nel Torino in Serie A, e una con il Brescia in B), nell'estate del 1982 viene ingaggiato dal Verona, società con la quale conquista lo scudetto nel campionato 1984-1985 sotto la guida di Osvaldo Bagnoli. Rimarrà con gli scaligeri fino al 1988, disputando complessivamente in maglia gialloblù 241 partite tra Serie A e coppe, per poi chiudere con l'agonismo l'anno successivo al Mantova.

## Palmarès
- Campionato italiano: 1

Verona: 1984-1985